# Qazi Ibadur Rahman
Qazi Ibadur Rahman (né en octobre 1934 à Deoria, Uttar Pradesh et décédé le 21 juillet 2013 à Montréal, Québec) est un mathématicien canadien d'origine indienne connu pour ses travaux en analyse réelle et complexe, en théorie de l'approximation et en théorie analytique des polynômes.

## Biographie
Qazi Ibadur Rahman a obtenu un baccalauréat en sciences en mathématiques (1951) et une maîtrise en sciences en mathématiques (1953) à l'université d'Allahabad en Inde. Il a obtenu son premier doctorat de mathématiques (1956) à la Aligarh Muslim University et son deuxième doctorat à l'université de Londres (1961).
Il est l'auteur de nombreux articles mathématiques publiés dans des revues scientifiques célèbres (196 articles) et coauteur de la fameuse monographie mathématique : Analytic Theory of Polynomials (avec Gerhard Schmeisser) parue chez Oxford University Press.
De 1961 à 1965 il a enseigné au Regional Engineering College (en) à Srinagar (Kashmir, Inde). De 1965 à sa mort il est professeur titulaire et chercheur à l'Université de Montréal où il enseigne au département de mathématiques et de statistique.

## Distinctions
- Doctorat honoris causa de l'université Marie Curie-Skłodowska de Lublin (1984)[4]

## Principales œuvres
- Q. I. Rahman et G. Schmeisser, Les inégalités de Markoff et de Bernstein, Canada, Presses de l'Université de Montréal, 1983, 173 p.
- (en) Q. I. Rahman et G. Schmeisser, Analytic Theory of Polynomials, New York, Oxford University Press, coll. « London Mathematical Society monographs », 2002, 742 p. (ISBN 0-19-853493-0, lire en ligne)